# Liste der Monuments historiques in Blanche-Église
Die Liste der Monuments historiques in Blanche-Église führt die Monuments historiques in der französischen Gemeinde Blanche-Église auf.

## Liste der Objekte
| Bezeichnung | Beschreibung                               | Standort                        | Kennzeichnung | Schutzstatus | Datum | Bild |
| ----------- | ------------------------------------------ | ------------------------------- | ------------- | ------------ | ----- | ---- |
| Hauptaltar  | mit zwei Skulpturen; Holz, 18. Jahrhundert | in der Kirche St-Maximin (Lage) | PM57000920    | Inscrit      | 1996  |      |
| Beichtstuhl | Holz, 18. Jahrhundert                      | in der Kirche St-Maximin (Lage) | PM57000918    | Inscrit      | 1996  |      |
| Kanzel      | Holz, 18. Jahrhundert                      | in der Kirche St-Maximin (Lage) | PM57000919    | Inscrit      | 1996  |      |